# بولا (آتشفشان)
بولا (به لاتین: Bola) یک کوه در پاپوآ گینه نو است. بولا ۱٬۱۵۵ متر بالاتر از سطح دریا واقع شده‌است.